# Station Gryfice
Station Gryfice is een spoorwegstation in de Poolse plaats Gryfice.